# Pnětluky
Pnětluky település Csehországban, Lounyi járásban. Pnětluky Tuchořice, Domoušice és Hřivice településekkel határos. Lakosainak száma 370 fő (2024. január 1.).

## Népesség
A település lakosságának változását az alábbi diagram mutatja:
| Lakosok száma | 787  | 928  | 984  | 621  | 416  | 325  | 365  | 339  | 359  | 370  |
|               | 1869 | 1890 | 1921 | 1950 | 1980 | 2001 | 2017 | 2019 | 2022 | 2024 |